# Франсуа Плас
Франсуа Плас (фр. François Place; нар. 26 квітня 1957, Езанвіль) — французький письменник і книжковий ілюстратор, автор книг для дітей та юнацтва. Багато книг Пласа друкувались з його власними ілюстраціями.

## Біографія
Народився 1957 року в Езанвілі, невеликому місті за двадцять кілометрів на північ від Парижа. Його батько — художник (графік, живописець, мозаїст), мама — вчителька молодших класів; крім Франсуа, в сім'ї було п'ятеро дітей. Коли Франсуа було одинадцять років, сім'я переїхала до Тура, де Франсуа закінчив школу. Дитиною він багато читав; особливо його приваблювали, за його власними спогадами, «подорожі у просторі та часі». Крім того, з раннього дитинства любив розглядати книги з мистецтва в батьківській бібліотеці. Франсуа рано почав малювати і вже в юному віці мріяв стати саме книжковим ілюстратором.
1974 року він вступив до Вищої школи мистецтв і поліграфії (École Estienne), де, за його словами, навчався більше поліграфії та верстці, ніж малюнку: у школі викладалися лише базові елементи малювання. Завершивши освіту, Плас деякий час працював ілюстратором у графічних і рекламних студіях, після чого перейшов до ілюстрування книг. На дитячу літературу його вибір припав з тієї причини, що над ілюструванням книг для дорослих працювали в основному поважні художники «з великої літери», тоді як Плас, за його словами, хотів бути «художником з маленької літери» і просто ілюструвати книг. У 1983—1984 роках він ілюстрував, для видавництва Hachette, романи графині Сеґюр і Катаріни Тайкон. 1985 року відбулося його знайомство з П'єром Маршаном, видавцем у Gallimard Jeunesse (філія «Галлімара», що спеціалізується на дитячій літературі), який зацікавився його малюнками. Почавши працювати для «Галлімара», Плас проілюстрував серію документальних й історичних книг про подорожі, географічні відкриття, великих дослідників і завойовників.
Поступово від ілюстрування чужих книг Плас перейшов до написання своїх. 1992 року у видавництві Casterman вийшла перша книга, в якій він був і автором тексту, й ілюстратором — «Les Derniers Géants». Дія у ній відбувається у ХІХ столітті; у формі дорожнього щоденника розповідається історія англійця, який, купивши одного разу зуб велетня, вирушає на пошуки країни велетнів. Книга мала великий успіх, була перекладена безліччю мов й ушанована одинадцятьма преміями, зокрема Гран-прі Товариства письменників за дитячу книгу та премії «Sorcières», що присуджується Асоціацією молодіжних книгарень у партнерстві з Асоціацією французьких бібліотекарів.

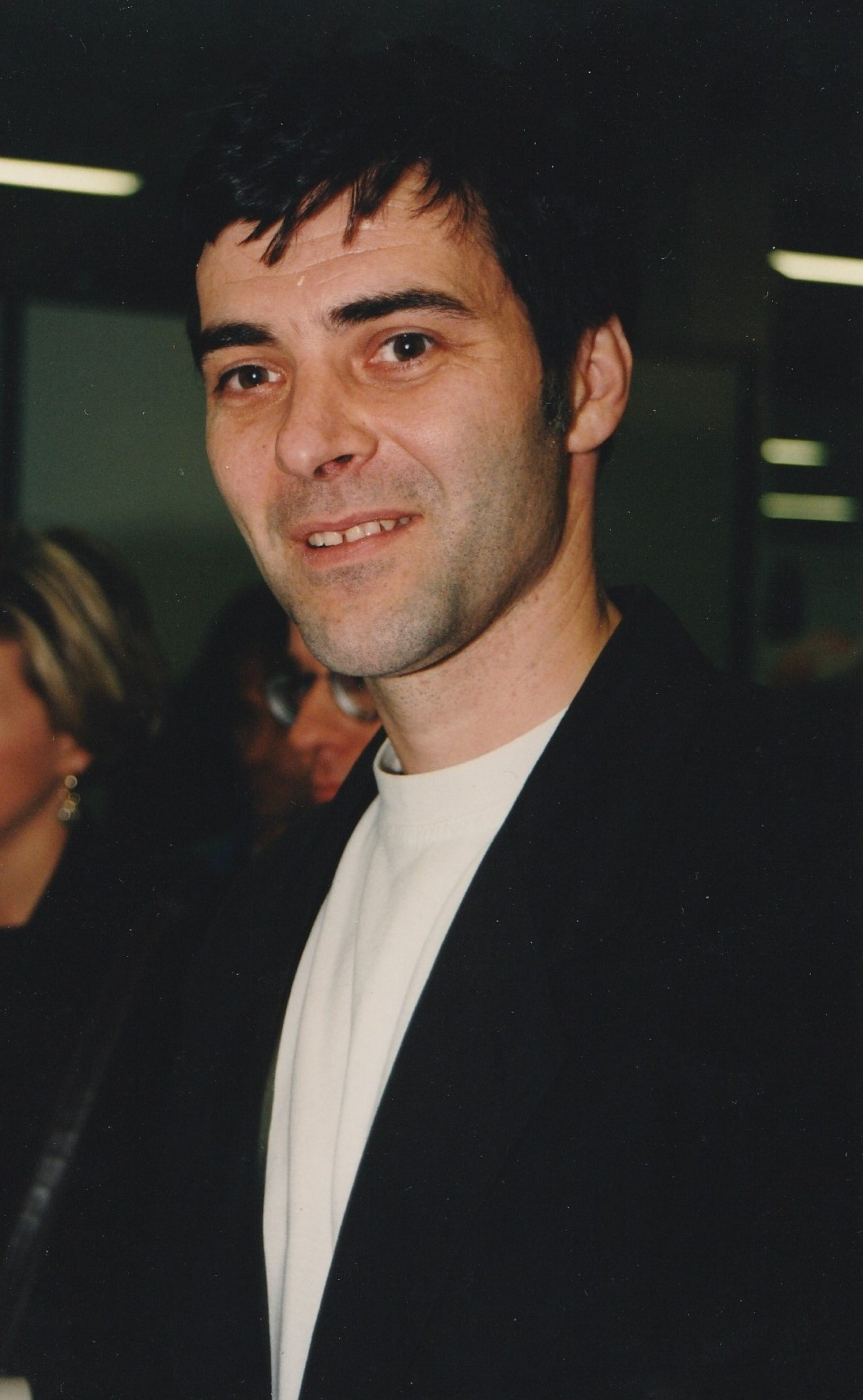
Франсуа Плас, 1997 рік

1994 року Плас узявся до здійснення грандіозного задуму, який загалом зайняв шість років. Він придумав і намалював фантазійний «Атлас географів Орбе» («Atlas des géographes Orbae») у трьох томах, побудований за алфавітним принципом і містить 26 мап вигаданих країн разом з історією кожної з них. Атлас був відзначений премією Амеріго Веспуччі (1997), головною премією Болонського дитячого книжкового ярмарку (1998) та премією «Sorcières» (2001). Серед наступних книг — «Le vieux fou de dessin» (1997), такий омаж Хокусаю; «Le prince bégayant» (2006), історія про принца-заїку; «La Fille des bataille» (2007) — про дівчинку, яка вижила після аварії корабля, і низка інших. Продовжуючи створювати власні ілюстровані книги, Плас не припиняв ілюструвати чужі: так, 2006 року він був художником для роману Тімоті де Фомбеля «Тобі Лолнесс», що став світовим бестселером.
2010 року вийшов перший роман Пласа без ілюстрацій: «La Douane volante» («Летюча митниця»). Плас пояснював, що роман не містить жодної ілюстрації, оскільки йому було цікаво перевірити, чи зможе він створювати яскраві, зримі образи виключно за допомогою слів, не вдаючись до малюнка. Крім того, написати роман його неодноразово просив Жан-Філіпп Арру-Віньо, який очолював одну з дитячих книжкових серій у «Галлімарі». «В'язень Дванадцяти провінцій», написаний у традиціях класичної французької прози початку XX століття, оснований на бретонських легендах; дія відбувається в Бретані часів Першої світової війни і в землі Дванадцяти провінцій: вигаданій країні, схожій на Голландію XVII століття, Голландію Рембрандта, Вермеєра, Ван Гоєна. Туди потрапляє головний герой роману, чотирнадцятирічний Гвен, відвезений посланцем смерті Анку, і намагається повернутися з цього дивного світу назад. У Франції книгу Пласа визнали найкращим дитячим романом за версією журналу «Lire» та вшанували премією Grand Prix de l'Imaginaire.
Плас вважає себе серйозним письменником, однак 2014 року почав, заради відпочинку та відволікання, серію веселих і смішних книг про пригоди кішечки Лу на кораблі її дядечка кота Боніфація. У цих книгах багато гумору, словесної гри, кумедних імен й оригінальних «ввічливих» лайок капітана Боніфація. 2019 року Плас звернувся до нового для себе жанру: книга, задумана як черговий роман, у процесі написання перетворилася на п'єсу. «Маркіз Кит де ла Бален» — сатирична п'єса про гординю і манію величі, що розповідає про те, як одна королівська династія розорила власну країну заради божевільної ідеї з'їсти на бенкеті кита.
Плас неодноразово номінувався на Премію імені Ганса Крістіана Андерсена та 2014 року став її фіналістом у категорії «Ілюстрація». П'ятиразово (2015, 2016, 2017, 2020 та 2021) номінувався також на Меморіальну премію імені Астрід Ліндгрен.